# Izeniola obesula
Izeniola obesula är en tvåvingeart som beskrevs av Dorchin 2001. Izeniola obesula ingår i släktet Izeniola och familjen gallmyggor.
Artens utbredningsområde är Egypten. Inga underarter finns listade i Catalogue of Life.